# Герб Заставни
Герб Заста́вни — один з офіційних символів міста Заставни, районного центру Чернівецької області. Затверджений 18 липня 2001 року рішенням XXI сесії міської ради XXIII скликання. Герб є промовистим.
Автор герба — Андрій Гречило.

## Опис
У синьому полі щита — тонка балка, поперемінно скошена праворуч срібними та червоними брусками, вгорі — золота сова з розгорнутими крилами, внизу — три срібні коропи, два над одним. Щит обрамований декоративним картушем і увінчаний срібною міською короною.

## Значення
Біло-червона смуга уособлює загородну балку на заставі й розкриває одну з версій про походження назви поселення, що виникло біля митної застави. Сова вказує на давню річку Совицю, вздовж берегів якої розвивалася Заставна. Три коропи і синє поле характеризують велику кількість ставків та риболовні промисли, якими зараз славиться місто.

## Історія

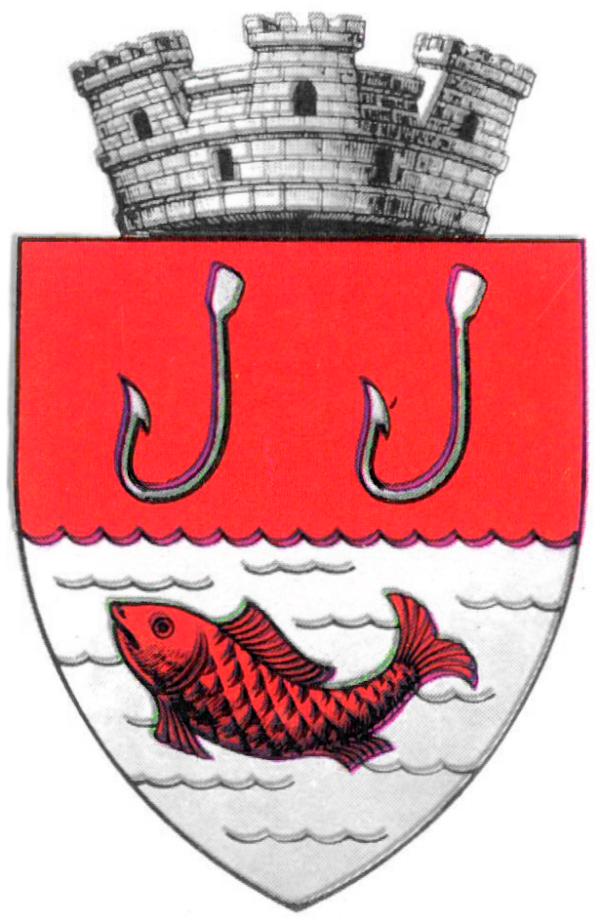
Герб міста 1934 року

Герб Заставни румунського періоду був затверджений 1934 року. В щиті зображено два срібних рибальських гачки в червоному полі, внизу в срібних хвилях — червона риба. Щит увінчаний срібною міською короною з трьома вежками.